# 福井県道104号鯖江織田線

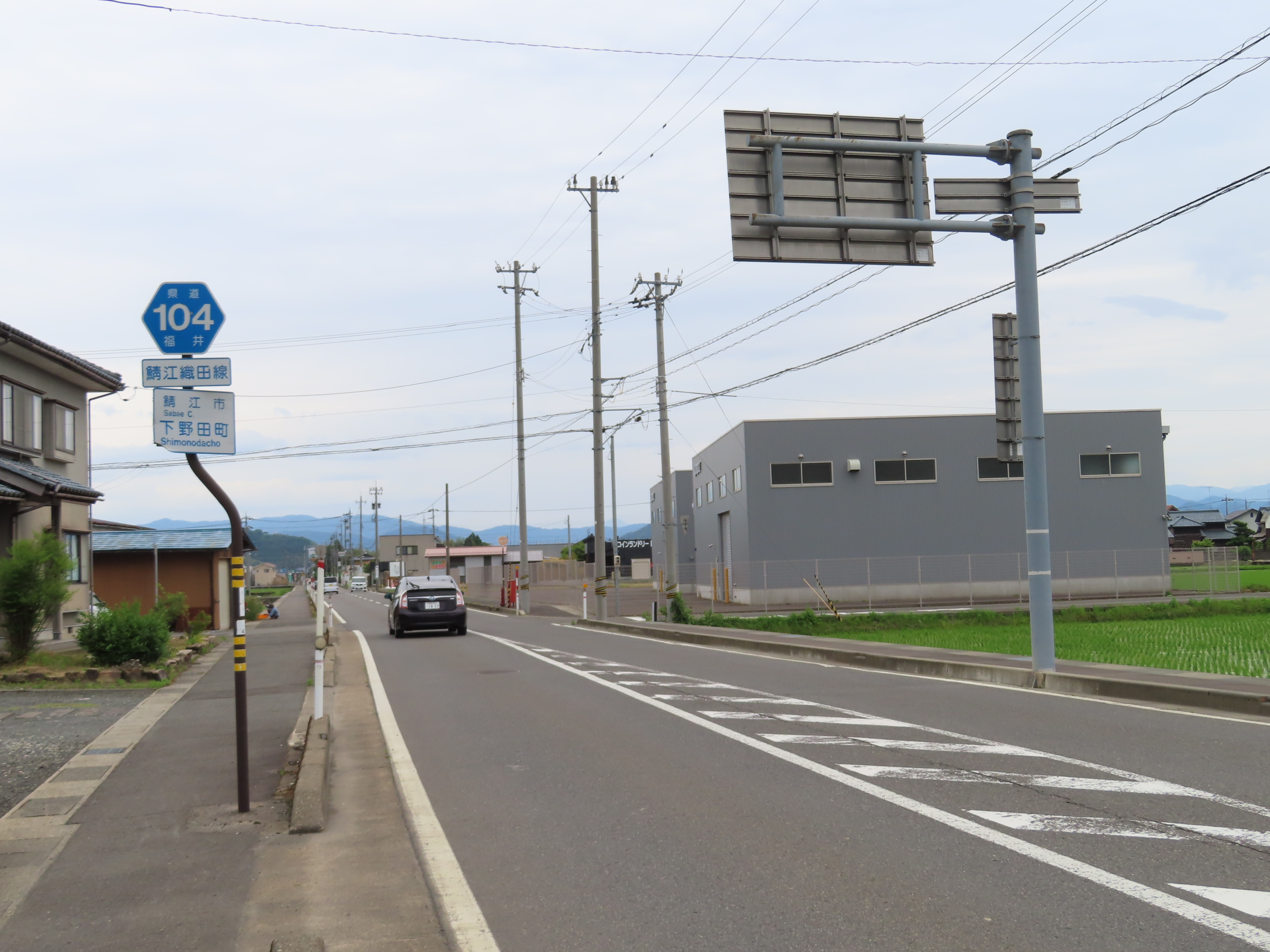
鯖江市下野田町（2023年5月）

福井県道104号鯖江織田線（ふくいけんどう104ごう さばえおたせん）は福井県鯖江市と同県丹生郡越前町を結ぶ一般県道である。別名、嚮陽通り。

## 路線概要
鯖江市と越前町を結ぶ役割を担う県道である。国道417号と国道365号を結んでおり、越前町の旧織田町の中心部に至っている。嶺北西部に網の目状に指定された県道の一本であり、道路状況の良さも相まってこの周辺の住民にとって非常に重要な県道と位置づけられている道である。

### 路線データ
- 起点：福井県鯖江市有定町二丁目
- 終点：同県丹生郡越前町中

## 通過する自治体
- 福井県
  - 鯖江市 - 丹生郡越前町

## 道路状況
全線片側1車線の確保された快走路である。走行しにくいような難所は特に無く、スムーズに鯖江市と旧織田町を結んでいる。交通量も多くなく、渋滞することはほとんど無い。附近に目立った施設等はないが、旧越前町および旧宮崎村の住民にとっては非常に重宝される道路となっている。接続路線が多いので、部分部分の利用も多い多様性のある道路である。

## 接続道路
- 国道417号（鯖江市有定町二丁目、起点）
- 福井県道229号福井鯖江線（鯖江市有定町二丁目、起点。北方向は国道417号重複）
- 福井県道188号石田家久停車場線（鯖江市下氏家町）
- 福井県道28号福井朝日武生線（旧丹南広域農道）（鯖江市下野田町）
- 福井県道187号寺朝日線（丹生郡越前町寺・寺交差点）
- 福井県道212号寺武生線（丹生郡越前町寺・寺交差点）
- 国道365号（丹生郡越前町樫津・樫津東交差点 - ＜重複＞ - 同町下河原・下河原交差点）

国道365号重複区間内の接続路線
- 福井県道4号越前宮崎線（丹生郡越前町江波・宮崎小口交差点）
- 福井県道263号糸生宮崎線（丹生郡越前町江波・宮崎小口交差点）
- 福井県道3号福井大森河野線（丹生郡越前町小曽原・陶芸村入口交差点 - ＜重複＞ - 同町下河原・下河原交差点）

- 国道365号（国道417号重複）（丹生郡越前町中・三崎交差点、終点）

## 沿線
- 蝉丸の墓
- オタイコヒルズ
- 劔神社

## 別名
- 嚮陽通り（鯖江市）